# Vlag van Nieuwenhagen

Vlag van de gemeente Nieuwenhagen
(1957-1982)

De vlag van Nieuwenhagen is op 27 mei 1957 vastgesteld als de gemeentelijke vlag van de voormalige Limburgse gemeente Nieuwenhagen. Sinds 1 januari 1982 is de vlag niet langer als gemeentevlag in gebruik omdat de gemeente Nieuwenhagen toen opging in de gemeente Landgraaf. De vlag kan als volgt worden beschreven:
Linksschuin gedeeld van wit en groen, met op het wit een rode leeuw met dubbele staart, geklauwd en gekroond van geel, uitkomend uit de deellijn.
De kleuren en het ontwerp zijn ontleend aan het gemeentewapen.

## Verwante afbeelding

Wapen van Nieuwenhagen

Ambt Montfort 
· Amby 
· Arcen en Velden 
· Baexem 
· Beegden 
· Belfeld 
· Bemelen 
· Berg en Terblijt 
· Bocholtz 
· Born 
· Broekhuizen 
· Cadier en Keer 
· Echt 
· Eijsden 
· Elsloo 
· Eygelshoven 
· Geleen 
· Grathem 
· Grubbenvorst 
· Haelen 
· Heel 
· Heel en Panheel 
· Heer 
· Helden 
· Herten
· Heythuysen 
· Hoensbroek 
· Horn 
· Horst 
· Hulsberg 
· Hunsel 
· Kessel 
· Klimmen 
· Limbricht 
· Linne 
· Maasbracht 
· Maasbree 
· Margraten 
· Meerlo-Wanssum 
· Meijel 
· Melick en Herkenbosch 
· Montfort 
· Munstergeleen 
· Neer 
· Nieuwenhagen 
· Nieuwstadt 
· Nuth 
· Ohé en Laak 
· Onderbanken 
· Ottersum 
· Posterholt 
· Roggel 
· Roggel en Neer 
· Schaesberg 
· Schinnen 
· Sevenum 
· Sint Odiliënberg 
· Sittard 
· Stevensweert 
· Stramproy 
· Susteren 
· Swalmen 
· Tegelen 
· Thorn 
· Ubach over Worms 
· Ulestraten 
· Urmond 
· Valkenburg-Houthem 
· Vlodrop 
· Wessem 
· Wittem